# Vitalis Otia Suh
Vitalis Otia Suh, né le 8 octobre 1967 à Tolé au Cameroun et mort le 9 juin 2024 à Yaoundé dans le même pays, est un acteur, réalisateur et producteur camerounais. Il apparaît dans plus de 50 films et trois séries télévisées.   

## Biographie

### Jeunesse, études et activités professionnelles
Vitalis Otia Suh naît le 8 octobre 1967 à Tolé, dans la région du Sud-Ouest du Cameroun. Il est originaire du village de Modelle, dans le département du Menchum, de la région du Nord-Ouest. Il grandit dans une plantation de la Cameroon Development Corporation (CDC) et fréquente le Bishop Rogan College à Buéa. Après ses études, il travaille au service médical du complexe agro-industriel Hévécam à Kribi. Il quitte ensuite Kribi et part se former au Nigeria. Après sa formation, il rentre au Cameroun en 2004.

### Carrière
Vitalis Otia Suh commence sa carrière en 2004 lorsqu'il s'installe à Yaoundé. Il débute avec Facing Destiny, une série télévisée de 17 épisodes pour la CRTV réalisée par Josephine Mangfu Talla. En 2016, il joue dans le film primé A Good Time to Divorce. En 2016, il apparaît également dans la série télévisée Samba d'Enah Johnscott. En 2019, il est nommé aux Canal 2'Or dans la catégorie Meilleur comédien pour son rôle de Mindako dans Bad Angels.
Vitalis Otia Suh est le cofondateur de l'Industrie cinématographique camerounaise. En 2013, il est élu président du conseil d'administration de l'industrie cinématographique camerounaise. Depuis 2016, il est le fondateur et le président des Red Feather Awards, un événement culturel annuel qui reconnaît et célèbre les réalisations dans l'industrie du divertissement.
Outre sa carrière dans l'industrie cinématographique, Vitalis Otia Suh travaille comme scientifique biomédical senior au Centre de biotechnologie de l'université de Yaoundé I.

## Mort
Vitalis Otia Suh meurt le 9 juin 2024 à Yaoundé, à l'âge de 56 ans.

## Filmographie
- 2016 : Samba
- 2018 : A Good time to divorce
- 2018 : Defying the 6th
- 2019 : Broken
- 2019 : Petit Jo, enfant des rues
- 2019 : Otage d'amour
- 2020 : 4th Generation
- 2020 : Saving Mbango
- 2022 : Love Trap
- 2022 : Dzemakou : Lords of the Forest
- 2024 : The Chiseler